# Paki
Cet article concerne un village du Cameroun. Pour le magasin de nuit, voir Épicerie#En_Belgique.
Paki (ou Laki) est un village du Cameroun situé dans le département du Haut-Nyong et la région de l'Est, sur la route qui relie Abong-Mbang à Doumé. Il fait partie de la commune de Doumé.

## Population
En 1965-1966, la localité comptait 768 habitants, principalement des Akpwakoum. Lors du recensement de 2005 on y dénombrait 1 390 personnes.
Elle possède une école.